# Mercedes-Benz EQS SUV
La Mercedes-Benz EQS SUV (nome in codice Mercedes-Benz X297) è un'autovettura elettrica prodotta dalla casa automobilistica tedesca Mercedes-Benz a partire dal 2022.

## Descrizione

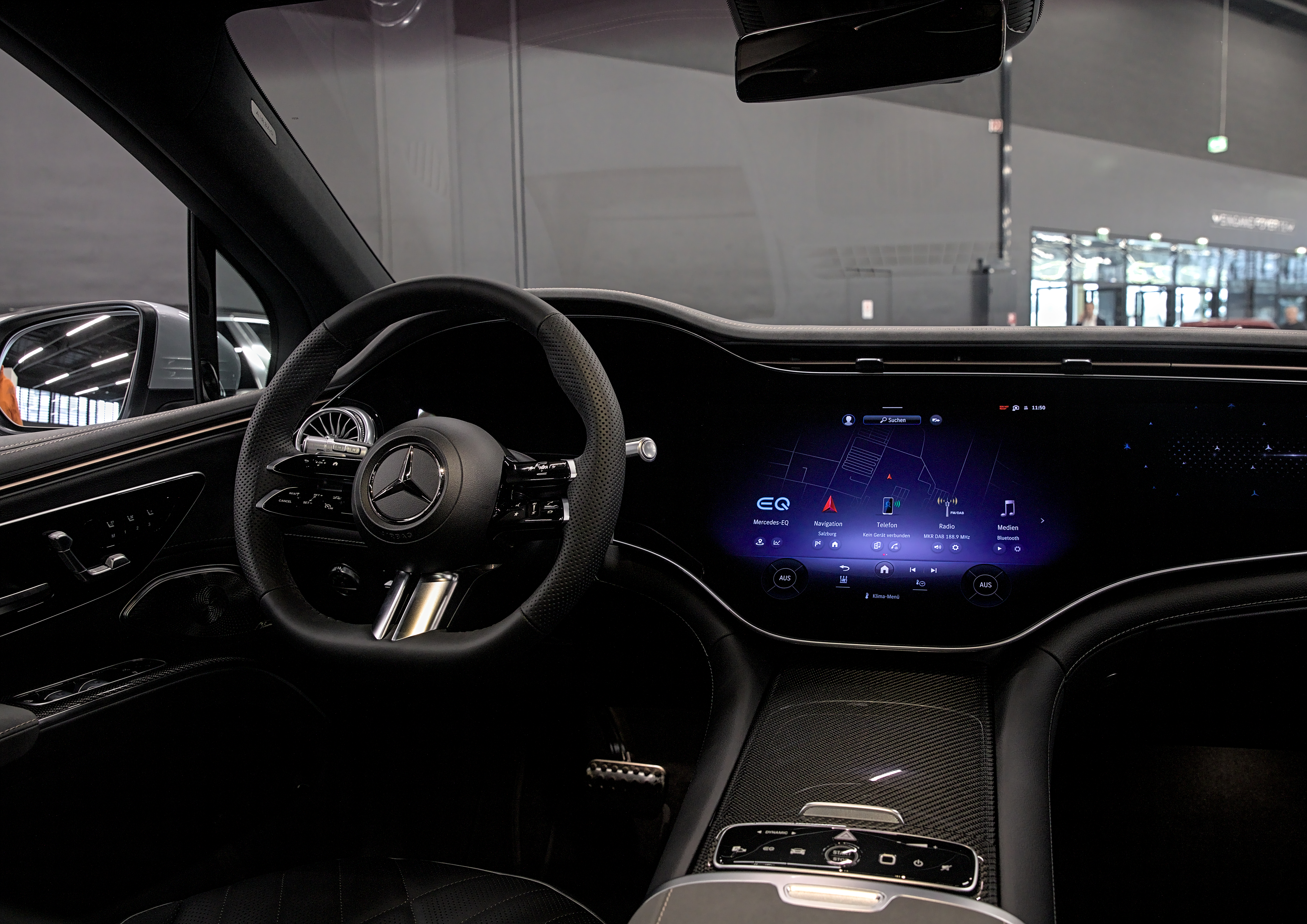
Interni della EQS SUV

La EQS SUV è un crossover SUV di lusso elettrico a batteria di grandi dimensioni, che si posiziona come versione elettrica della Mercedes-Benz GLS. È il terzo modello costruito sulla piattaforma elettrica denominata EVA dopo le berline EQS e EQE.
La vettura è stata presentata il 19 aprile 2022. Al lancio sono disponibili in tre versioni denominate EQS 450, EQS 450 4MATIC ed EQS 580 4MATIC. La EQS 450 monta un singolo motore posteriore con una potenza di 265 kW (360 CV) e 568 Nm di coppia massima (che diventano 800 Nm per la versione 4MATIC), mentre la EQS 580 è alimentata da due motori più potenti che producono una potenza complessiva di 400 kW (544 CV) e una coppia massima di 858 Nm.
Ad alimentarla c'è una batteria agli ioni di litio da 107,8 kWh posta sotto il pavimento e integrata nel pianale, che garantisce un'autonomia stimata di 660 km secondo il ciclo di omologazione WLTP; la ricarica può avvenire tramite una presa trifase AC da 9,6 kW oppure con una CC da 200 kW.
Internamente la EQS si caratterizza per la presenza di un grande schermo denominato Hyperscreen MBUX da 56 pollici che racchiude il quadro strumenti, il sistema di infotainment e un terzo display per il passeggero, che attraversa longitudinalmente tutta la plancia e il cruscotto dell'auto. Inoltre è disponibile anche in versione 7 posti, con configurazione 2+3+2.

## Riepilogo versioni
| Modello            | Produzione | Potenza         | Coppia | Capacità batteria totale/utilizzabile (kWh) | Trazione   | Autonomia (WLTP) |
| ------------------ | ---------- | --------------- | ------ | ------------------------------------------- | ---------- | ---------------- |
| EQS SUV 450+       | dal 2022   | 265 kW (360 CV) | 568 Nm | 120/107,8                                   | Posteriore | 660 km           |
| EQS SUV 450 4MATIC | dal 2022   | 265 kW (360 CV) | 800 Nm | 120/107,8                                   | Integrale  | 613 km           |
| EQS SUV 580 4MATIC | dal 2022   | 400 kW (544 CV) | 858 Nm | 120/107,8                                   | Integrale  | 613 km           |